# Pierre Larousse

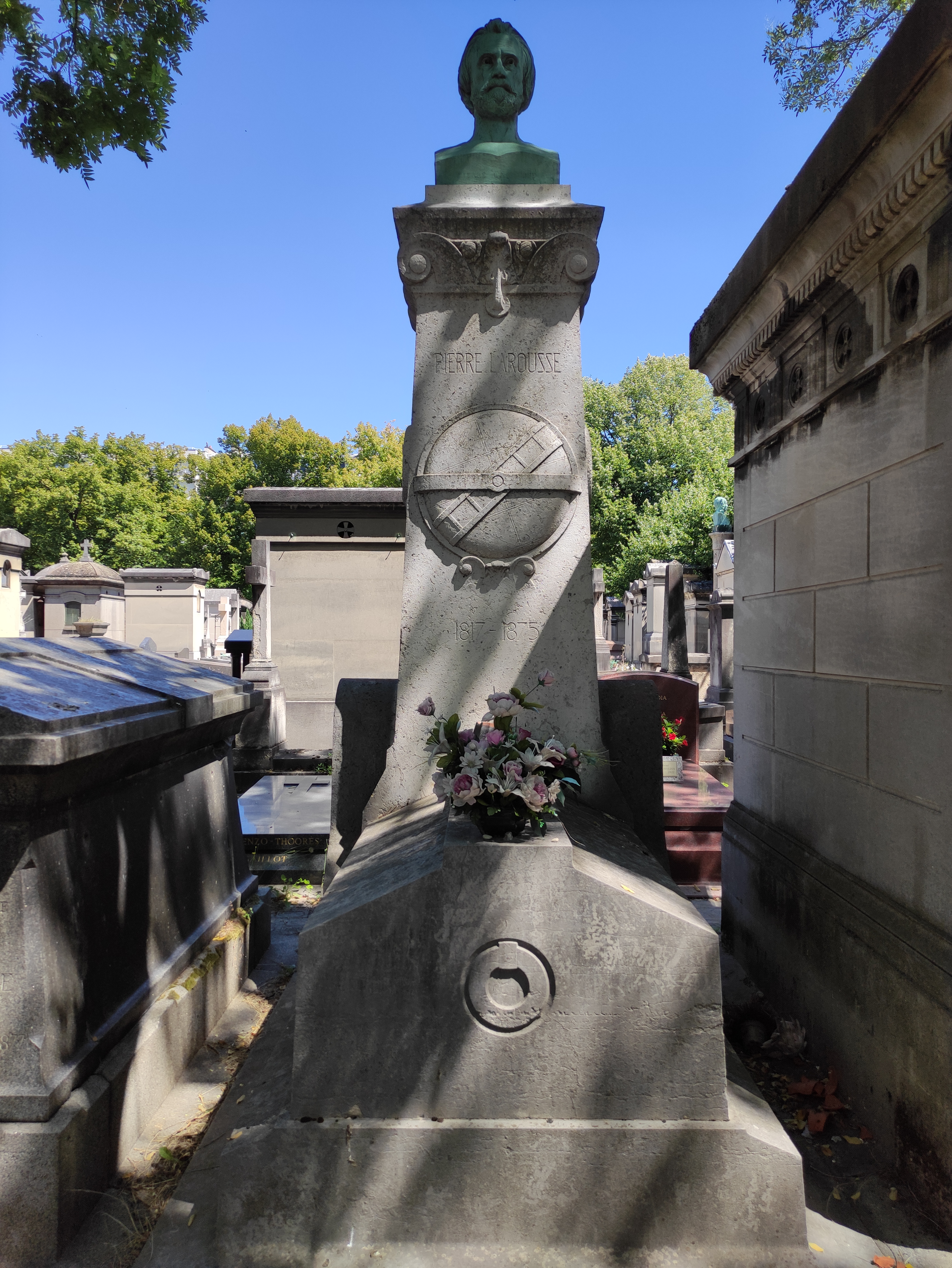
Grobowiec na Cmentarzu Montparnasse w Paryżu

Pierre Athanase Larousse (ur. 23 października 1817 w Toucy, zm. 3 stycznia 1875 w Paryżu) – francuski pisarz, gramatyk, leksykograf i wydawca.

## Życiorys
W wieku 16 lat otrzymał stypendium w szkole nauczycielskiej w Wersalu, po czym od 1837 uczył w szkole podstawowej w Toucy, w której zniechęcił się do archaicznych metod nauczania. W 1840 przeprowadził się do Paryża, gdzie nauczał według własnych metod w prywatnej szkole i gdzie poznał swoją przyszłą żonę, Suzanne Caubel. Razem opracowali kurs francuskiego dla dzieci.
W 1851 Larousse poznał Augustina Boyer, innego rozczarowanego nauczyciela. Wspólnie założyli księgarnię i wydawnictwo Librairie Larousse et Boyer, wydając wiele podręczników szkolnych dla dzieci, uważanych wtedy za nowatorskie, a także podręczników metodyki dla nauczycieli. We wszystkich kładli nacisk na kreatywność i niezależność intelektualną dzieci.
W 1857 opublikowali słownik języka francuskiego, który był dopiero wstępem do monumentalnej pracy, 15-tomowego słownika encyklopedycznego Grand dictionnaire universel du XIX siècle (1864–1876 i suplementy w 1878 i 1887). Słownik był już kończony przez jego bratanka Jules’a Holliera – sam Larousse zmarł przedwcześnie wskutek udaru spowodowanego przepracowaniem i wyczerpaniem.
Pierre Larousse był też założycielem i redaktorem czasopism L'école normale i  L'émulation.
Współcześnie nazwa Larousse jest kojarzona przede wszystkim ze słownikami, które są rozprowadzane w wielu krajach świata i mają coroczne poprawiane i uzupełniane edycje. Samo wydawnictwo zostało zakupione w 1998 przez francuski koncern mediowy Vivendi Universal, a potem, po poniesionych przez Vivendi stratach, odsprzedane koncernowi Lagardère – co pozwoliło utrzymać wydawnictwo we francuskich rękach.
Jego Grand dictionnaire universel du xix siècle był umieszczony w index librorum prohibitorum dekretem z 1873 roku. 